# Донбасс (фильм)
«Донба́сс» — военная драма режиссёра Сергея Лозницы, основанная на любительских роликах, снятых на востоке Украины и опубликованных на YouTube обеими сторонами конфликта; совместное производство пяти европейских стран. Премьера картины состоялась 9 мая 2018 года на международном Каннском кинофестивале в программе «Особый взгляд».

## Сюжет
Это цепочка из 13 перетекающих из одного в другой эпизодов, воссоздающих в игровом кино истории, произошедшие на востоке Украины. За основу сценария Лозница взял документальные материалы из любительских роликов на YouTube, снятые на территории подконтрольной самопровозглашённым ДНР и ЛНР в 2014—15 годах.

Я пристально следил за событиями с 2014 года, и быстро понял, что самый информативный источник сведений о происходящем — не СМИ, а любительские видео, снятые на телефон очевидцами событий. Я использовал сцены, увиденные на таких видео, в сценарии.
— из ответов С. Лозницы на пресс-конференции Каннского кинофестиваля
1. Загримированная массовка раздаёт фейковые интервью.
2. Самосуд украинской гражданки над мэром во время депутатской сессии.
3. Розыгрыш медицинского персонала городского роддома.
4. Провоз проворовавшегося главврача из ДНР через блокпост на подконтрольную Украине территорию
5. Мзда с пассажиров междугороднего автобуса, обыск и глумление на территории ДНР
6. Немецкий журналист среди донецких сепаратистов и военных без знаков различия.
7. Экскурсия по отсекам бомбоубежища. Разговор дочери с матерью-беженкой.
8. Посланцы христианской миротворческой акции с мощами Чурилы Плёнковича.
9. Пресечение мародёрства среди сепаратистов, наказание перед строем.
10. Мародёрство новой власти: отжим джипа у бизнесмена.
11. Общение народа Донбасса с пленным украинским добровольцем, превратившееся в расправу толпы (в реальности ролик был снят в Зугрэсе, а пленного мужчину звали Игорь Кожома)
12. Торжество брачной церемонии по законам Новороссии — днём[комм. 1], военные разборки — ночью.
13. Вновь массовка, только на этот раз сценарий резко меняется и трагедия происходит взаправду. Пока едет скорая, кто-то мародёрствует и здесь — на войне как на войне.

## История замысла
Новый игровой фильм — продолжение и развитие тем, заложенных Лозницей в дебютной картине «Счастье моё». Готовясь к нему, в 2014—15 годы режиссёр смотрел много новостных выпусков телепрограмм: российских, украинских и самопровозглашённых республик.
По словам Дениса Иванова, продюсера, это будет не блокбастер, а фестивальное кино, которое позволит серьёзно поговорить о проблеме Донбасса и поднять эту дискуссию в международном сообществе.

Донбасс — это не регион, а понятие, и это стало возможно потому, что криминальные отношения там — основа жизни, и у многих людей, живущих там, нет почвы под ногами. И это проблема, с которой любой власти в Украине придется иметь дело, а нам, её жителям — повседневно сталкиваться.
— С. Лозница о будущей картине,  23 февраля 2016

## В ролях
| Актёр                | Роль                                                                      |
| -------------------- | ------------------------------------------------------------------------- |
| Тамара Яценко        | пухлая женщина (из массовки)                                              |
| Ирина Заярмиук       | распорядитель массовки                                                    |
| Григорий Маслюк      | мэр города                                                                |
| Олеся Жураковская    | девушка с ведром                                                          |
| Людмила Смородина    | женщина в голубом                                                         |
| Борис Каморзин       | Михалыч (он же Карамзин)                                                  |
| Михаил Волошин       | человек в кепке (он же Сухов)                                             |
| Евгений Чепурняк     | главный врач (по фамилии Коваленко)                                       |
| Игорь Кирилчатенко   | 1-й украинский военнослужащий                                             |
| Владислав Симанко    | 1-й парень в автобусе                                                     |
| Алексей Бельдей      | 2-й парень в автобусе                                                     |
| Ярослав Безкоровяный | военнослужащий в бандане                                                  |
| Елена Хижная         | бандерша                                                                  |
| Арсен Босенко        | 1-й сепаратист                                                            |
| Торстен Мертен       | немецкий журналист (Mихаэль Вальтер)                                      |
| Олександр Тешинский  | фотограф (спутник Mихаэля Вальтера, переводчик)                           |
| Владимир Лубовский   | майор                                                                     |
| Сергей Русскин       | Чапай                                                                     |
| Пётр Панчук          | мужчина в бомбоубежище                                                    |
| Даниил Макаров       | мальчик в бомбоубежище                                                    |
| Ирина Плесняева      | красотка                                                                  |
| Галина Корнеева      | мать красотки                                                             |
| Жанна Лубгане        | окрашенная блондинка (вице-президент Фонда мученика Феодосия Херсонского) |
| Вадим Дубовский      | мордатый начальник                                                        |
| Валериу Андриуцэ     | командир                                                                  |
| Сергей Смеян         | боец в балаклаве                                                          |
| Александр Замураев   | Семён (бизнесмен)                                                         |
| Георгий Делиев       | Батяня                                                                    |
| Валерий Антонюк      | пленный                                                                   |
| Ирина Кравченко      | бабушка на остановке                                                      |
| Валерий Пасечник     | командир на автобусной остановке                                          |
| Константин Итунин    | парень в белой рубахе                                                     |
| Евгений Чистяков     | парень с черепом                                                          |
| Александр Черёмушкин | парень в куртке                                                           |
| Нина Антонова        | старуха в чёрном                                                          |
| Виктор Алдошин       | старик в белой шляпе                                                      |
| Елена Репина         | сумасшедшая                                                               |
| Сергей Колесов       | «Беха» (Иван Павлович Яичница)                                            |
| Светлана Колесова    | «Гюрза» (Анжела Тихоновна Купердягина)                                    |
| Наталья Бузько       | женщина в красном (в ЗАГСе)                                               |
| Александр Каличун    | военный Дровосек (в ЗАГСе)                                                |
| Андрей Мельников     | военный репортёр (персонаж в титрах не обозначен)                         |

 * в порядке появления на экране

## Съёмочная группа
- Автор сценария — Сергей Лозница
- Режиссёр-постановщик — Сергей Лозница
- Оператор-постановщик — Олег Муту
- Художник-постановщик — Кирилл Шувалов
- Звукорежиссёр — Владимир Головницкий
- Художник по костюмам — Дорота Рокепло
- Монтаж — Даниэлиус Коканаускис
- Продюсеры: Хайно Декерт, Жак Биду, Марианн Дюмолен, Денис Иванов, Марк ван Вармердам, Петер Варнир, Тина Бёрнер, Кирилл Красовский

## Производство
Копродукция Украины (Компания «Артхаус Трафик»), Германии (Ma.ja.de. Fiction), Франции (JBA Production), Нидерландов (Granite Film, Wild at Art) и Румынии (Digital Cube). Ассоциированный продюсер: Atoms & Void (Нидерланды)

Первоначальный бюджета фильма составлял 41 млн 632 тыс. грн, но к моменту основных съёмок возрос до 71 млн 340 тыс. грн, сумма государственного участия Украины — 16,7 млн грн. Фонд Eurimages дополнительно выделил на фильм 330 тыс. евро.
Над картиной работала большая международная команда, в том числе россияне — картина снималась на русском языке, из 100 актёров, у которых по сценарию был текст, только треть профессиональные, остальные лично отбирались режиссёром на кастингах из населения, среди них были и бывшие участники АТО. В массовке было задействовано ещё около 2 тысяч человек.
Съёмки начались 8 февраля 2018 в окрестностях Кривого Рога в Терновском районе Днепропетровской области и на первом этапе продолжались 4 дня, а закончить удалось к концу марта, всего за шесть недель до Каннской премьеры.

## Пресса о фильме
В первые же часы после официальной премьеры были опубликованы отзывы кинокритиков разных стран:

«Донбасс» — отчётливо антивоенная картина, никак не оправдывающая организованное насилие с какой бы то ни было стороны. Она показывает, как война калечит человека, превращает в чудище, комическое и ужасающее одновременно. И как полон достоинства тот, кто в этом насилии не участвует.
— Антон Долин, 9 мая 2018

Редко вижу фильм, настолько наполненный яростью и отвращением, как «Донбасс» Сергея Лозницы. Кошмарные сцены из «народной республики» Украины дополняют суд Линча, солдаты и фейковые постановочные новости. Да, мне очень понравилось.
— Ксан Брукс, 9 мая 2018

«Ф» значит фейк. Все вокруг выдумка, и мы её часть. «Донбасс» — сильное и гротескное металингвистическое размышление о манипулировании информацией, пропаганде и пост-правде.
— Беатриче Фиорентино, 9 мая 2018

…все же это честная попытка понять, чем пахнет говно (и кино), когда кончается маскарад, в который превратили гражданскую войну телевидение, социальные сети и зрители. А он, безусловно, кончается.
— Василий Степанов, 9 мая 2018

В фильме «Донбасс» есть всего три героя с симпатичными лицами, — немецкий журналист, украинский доброволец и русская старушка, которая лучше будет жить в подвале, чем бросит людей и простит дочку-иуду. Но остальные персонажи — а их число доходит до сотни — это существа, которым фильм отказывает во всем человеческом. Героиня «Кроткой» хотя бы была красива — а «Донбасс» очень старательно гримирует своих героев в уродов, совсем как те журналисты в открывающей и закрывающей сценах. —  Егор Москвитин
По поводу фильма высказываются разнополярные мнения.

## Награды
- 2018 — решением жюри второго параллельного конкурса Каннского фестиваля — «Особый взгляд» автору Сергею Лознице присвоен приз за лучшую режиссёрскую работу — за «пронзительный взгляд на войну на его родине, в Украине»[18].
- 2019 — Государственная премия Украины имени Александра Довженко[19].

## Цензура в отношении фильма в России
После открытия Каннского фестиваля из «Российской газеты» из цензурных соображений полностью исчез обзор, сделанный её корреспондентом 79-летним Валерием Кичиным по следам премьеры — в интернет-версии газеты статья появилась вечером, а наутро она была удалена. Сохранилась лишь копия в ЖЖ. В последний день фестиваля в той же газете был изъят абзац, посвящённый картине Лозницы. Автор Валерий Кичин, не поставленный редакцией в известность, узнал об этом уже в Москве и высказался по этому поводу на своей странице в Facebook:

Из моей короткой информационной заметки об итогах каннского конкурса «Особый взгляд» в опубликованном на сайте газеты материале были убраны три строчки. О том, что Приз за режиссуру получил Сергей Лозница за свой антивоенный фильм «Донбасс». Фильм, важный для сегодняшнего момента, фильм, который должны видеть и в России, и в Украине, и в мире. Так я считаю, и так написал в своей рецензии после премьеры.
В газете, где я работаю, сочли иначе. Это право редакции, у которой всегда могут быть свои мотивы. Я выполнил свои журналистские обязанности — проинформировал о радостном для меня и для многих событии. Право газеты — осуществлять политику, к которой я менее всего хотел бы быть причастным. К любой. Не для того шёл в журналистику.— Валерий Кичин 21.05.2018

## Прокат в России
Первый публичный показ должен был состояться 14 и 21 июля 2018 года в летнем кинотеатре «Гаража» в Москве — на странице Garage Screen анонсировалась «фантасмагория Сергея Лозницы о войне в эпоху постправды». Однако в ночь накануне первого дня показа всем купившим электронные билеты была сделана веерная рассылка следующего содержания:
Отменен заказ на сеанс: Гараж Скрин. Премьеры. «Донбасс». Дата: 2018-07-14 21:30:00+03
 А днём 14 июля владельцев билетов обзванивали менеджеры «Гаража», извинялись, поясняя произошедшее техническими причинами. Премьерный анонс «Донбасса» вскоре удалили. С тех пор ни одного публичного показа картины не состоялось.

## Комментарии
1. ↑  Один из свадебных сюжетов, возможно ставший прототипом[3].